# Mer d'Ariake
La mer d'Ariake (有明海, Ariake-kai) est une mer du Japon appartenant à la mer de Chine orientale, dans l'océan Pacifique. Elle est délimitée à l'ouest, au nord et à l'est par l'île de Kyushu dont la péninsule de Shimabara au sud-ouest et communique au sud-est avec la baie de Shimabara.
C'est la plus grande baie de Kyūshū. Son point le plus profond n'est qu'à environ 50 mètres de profondeur et les marées extrêmes dépassent 4 mètres, couvrant environ 1 700 kilomètres carrés. La baie d'Isahaya est une branche de la mer d'Ariake. De l'autre côté des îles Amakusa se trouve la mer de Yatsushiro.
De nombreux ports sont situés sur la côte de la mer d'Ariake. Parmi eux se trouvent Misumi (dans la ville d'Uki, préfecture de Kumamoto), Shimabara (Shimabara, Nagasaki), Taira (Unzen, Nagasaki), Nagasu (Nagasu, Kumamoto), Kumamoto (Kumamoto, Kumamoto), Miike (Omuta, Fukuoka), Kuchinotsu (Minamishimabara, Nagasaki) et Oniike (Amakusa, Kumamoto). Cinq lignes de ferry traversent la mer d'Ariake.
La mer d'Ariake abrite diverses espèces de faune, notamment des bousiers, des coquilles de stylo (Atrina pectinata) et des crabes violonistes. En automne, le shichimenso halophyte de Suaeda (Suaeda japonica) pousse le long du rivage.
La mer d'Ariake est utilisée pour l'aquaculture, le nori étant un produit important. Ces dernières années, la pollution s'est accrue, ce qui a entraîné des marées rouges. La mise en valeur des terres se poursuit, comme le montrent les images satellites, malgré les tentatives du gouvernement pour dissuader les agriculteurs de pratiquer cette activité.